# Santuario de aves y vida salvaje de Punta Calimere
El Santuario de aves y vida salvaje de Punta Calimere, también llamado Santuario de Kodiakarai (odikkarai Wildlife Sanctuary,) es un área protegida de 21,47 km2 en Tamil Nadu, sur de la India, en Punta Calimere o Cabo Calimere (tamil : கோடியக்கரை Kodiakkarai), en el extremo sudeste del distrito de Nagapattinam, a lo largo del estrecho de Palk, donde este se encuentra con la bahía de Bengala. El santuario fue creado en 1967 para la conservación del blackbuck o antílope cervicapra, especie bajo preocupación menor, un mamífero endémico de la India. El área es famosa por las grandes congregaciones de aves acuáticas, especialmente los flamencos comunes. Nombre internacional: Point Calimere Wildlife Sanctuary, Código IBA: IN275, Criterios: A1, A4i, A4iii. Los  7 km2 del área central de este santuario han sido propuestos como Parque nacional

## Historia
Se dice que se construyó un faro de ladrillo y mortero en Kodiakkarai (கோடியக்கரை) durante el régimen de Vijayalaya Chola, en el siglo IX. En 1890, los británicos erigieron un faro de 13 m en Kodiakkarai (கோடியக்கரை) que todavía está en uso cerca de los restos del antiguo faro de Chola.
Antes de 1968, Ptolomeo se refirió a Point Calimere como Calligicum prom. El uso del término Point Calimere parece remontarse al menos a principios del siglo XVI, cuando los comerciantes portugueses iniciaron contactos comerciales con la cercana ciudad de Nagapattinam, y a 1554, cuando establecieron allí un centro comercial. En portugués calido significa tibio y mar significa mar.
Antes de 1892, los bosques alrededor de Punta Calimere eran administrados por el Departamento de Ingresos y los administradores del Templo, quienes permitían a la población local recolectar leña, pescado y productos forestales menores. Las prácticas de gestión forestal en el área comenzaron en 1892 con la creación del bosque protegido de Kodaikadu, de 14,75 km2. Los británicos utilizaron una pequeña área cerca del templo Sanyasin Muniaswar como coto de caza y luego la limpiaron y replantaron con casuarina y eucalipto para la producción de leña. Quedan algunos de estos viejos árboles. Se plantaron palmeras para separar los bosques de las aldeas del bosque protegido cerca del lago Munniappan. Shevrayan Kovil es un santuario dedicado a las deidades locales Shevrayan y Soni en lo profundo de los bosques de la parte norte de la reserva. Un pequeño pueblo cerca del santuario fue reubicado tras la creación de la zona protegida. Todavía quedan algunos tulipanes y nimbos de la India poco comunes de este antiguo asentamiento.
A principios de la década de 1900, se crio un pequeño número de ponis y se cultivaron grandes cantidades de tabaco en el vecindario. El promontorio se utilizó una vez como sanatorio, pero en 1909 se dijo que había paludismo de abril a junio. Los hindúes consideraban sagrado bañarse en el mar en Point Calimere y un templo ubicado en ese lugar fue objeto de peregrinaje.
En 1911, la reserva forestal estaba bajo el control de la Trichy-cum-Thanjavor Forest Division. En 1922, el gobernador de Madrás puso el bosque reservado bajo el control del Revenue Divisional Officer, Mannargudi. En 1938, las extensiones Kodaikarai Extension No. 1,, de 23,66 km2, la Kodaikarai Estension No. 214.75, de 10 ha, y la Kodaikarai Estension No. 3, de 1 ha, se agregaron para formar el área actual del santuario. En 1950, el control del bosque se transfirió a la División Forestal de Tiruchirapalli, en 1957, a la División de Thanjavur y, en 1965, al State Wildlife officer, en Chennai. En 1962, el Dr. Salim Ali identificó por primera vez la región de Punta Calimere como un área de gran importancia para la conservación de las aves. En 1967, se creó el santuario y se puso bajo el control de la División Forestal de Thanjavar y luego de la División de Vida Silvestre en Nagapattinam, cuando esta se creó en 1986.
En 1936 se amplió una línea ferroviaria hasta Kodaikorai para el transporte de sal desde Vedaranyam. El servicio de trenes se detuvo en 1988 y las vías se desmantelaron en 1995. Durante la Segunda Guerra Mundial, una estación de radar fue construida y operada por personal del Ejército que tenía acceso incuestionable a los bosques. En 1943 se inició una plantación experimental de Casuarina, que pronto se amplió, destruyendo la mayor parte del bosque natural. Esto resultó en una disminución importante en el número y variedad de animales salvajes en el área.

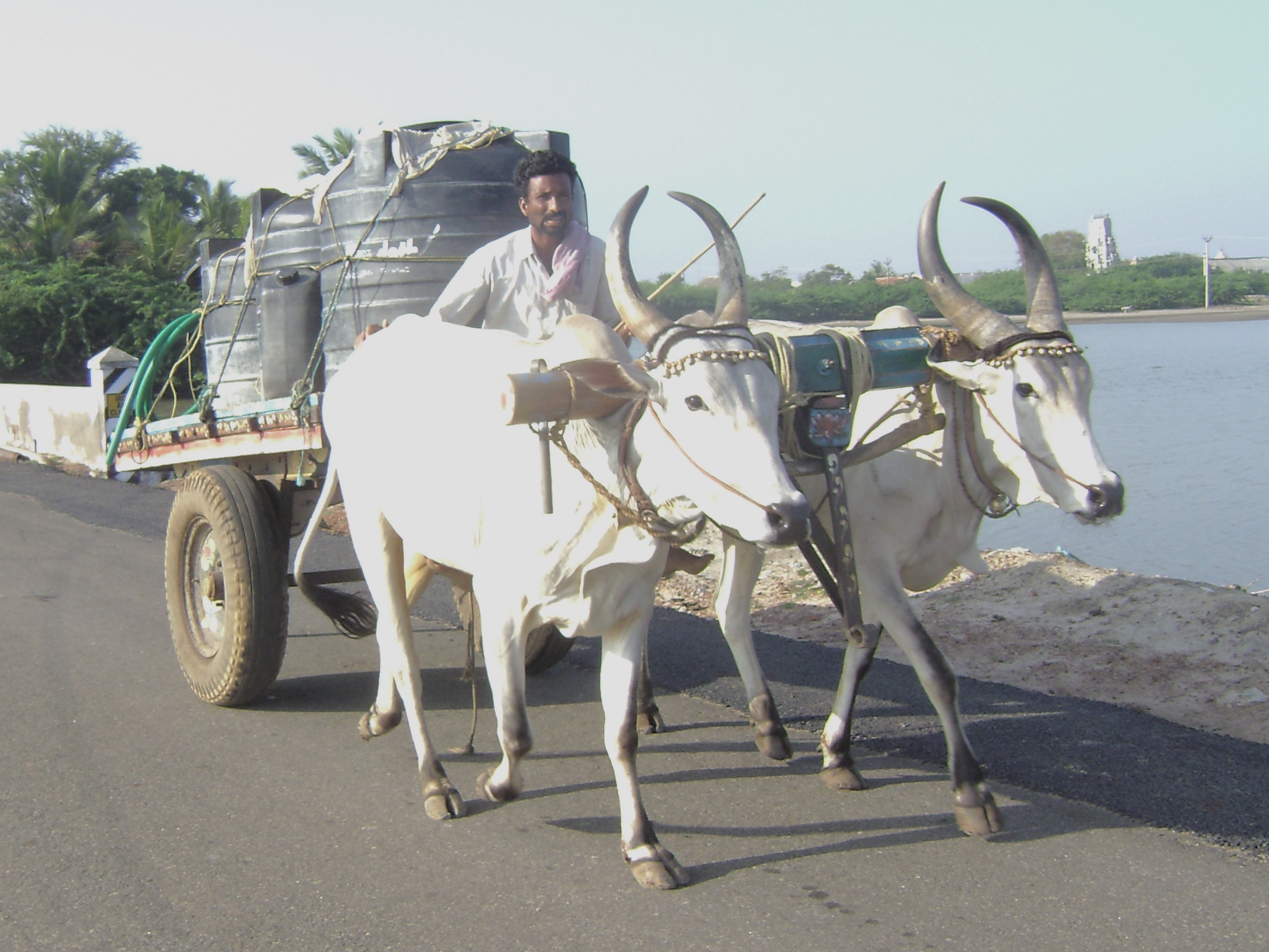
Transporte de agua a Punta Calimere en un carro tirado por bueyes.

En los primeros años del Santuario, la gestión se concentró en la prevención de la caza furtiva y la provisión de agua para la vida silvestre. La caza furtiva ha sido controlada, pero el suministro de agua es un esfuerzo continuo. En 1979, se construyó el primero de varios abrevaderos abastecidos de barriles de agua transportados por carretas tiradas por bueyes y pozos abiertos. A partir de 2001–02, se construyeron varios pozos de agua perennes abastecidos por tuberías de pozos perforados y un gran tanque de agua elevado en el borde occidental del santuario.
Varios programas de plantación de árboles para aumentar la biodiversidad han dado malos resultados, con la excepción de Casuarina equisetifolia. La práctica actual es evitar la plantación de nuevos árboles y concentrarse en la eliminación de la invasora Prosopis juliflora. Desde 1991 se lleva a cabo un censo anual de vida silvestre.
La Sociedad de Historia Natural de Bombay ha estado realizando estudios regulares de migración de aves en el santuario desde 1959. En 2007 está construyendo una nueva estación de campo en Kodaikadu.
El 9 de marzo de 1998 se encargó un faro moderno de 45 m cerca de la playa de Kodaikorai.
En 1999, se instalaron muchos reductores de velocidad en la carretera Vedaranyam – Kodaikorai que han impedido de manera efectiva la matanza de la vida silvestre por parte de los vehículos a alta velocidad. En 2004/05 se erigieron cerca de 100 hitos fronterizos para la demarcación de límites.
El 26 de diciembre de 2004, un tsunami de hasta 3 metros golpeó la costa Kodiyakarai del santuario. El agua de mar inundó todo el santuario con cuatro pies de agua. El santuario escapó a daños graves y los animales y las aves sobrevivieron en gran medida a la ola gigante, pero 5.525 personas murieron en las zonas vecinas del distrito de Nagapattinam.
El documental Point Calimere – Little Kingdom by the Coast de Shekar Dattatri ganó el premio Vatavaran 2007 del Center for Media Studies (CMS) en la categoría Naturaleza.

## Patrimonio cultural
Varios sitios de importancia religiosa, histórica o cultural se encuentran dentro del santuario:

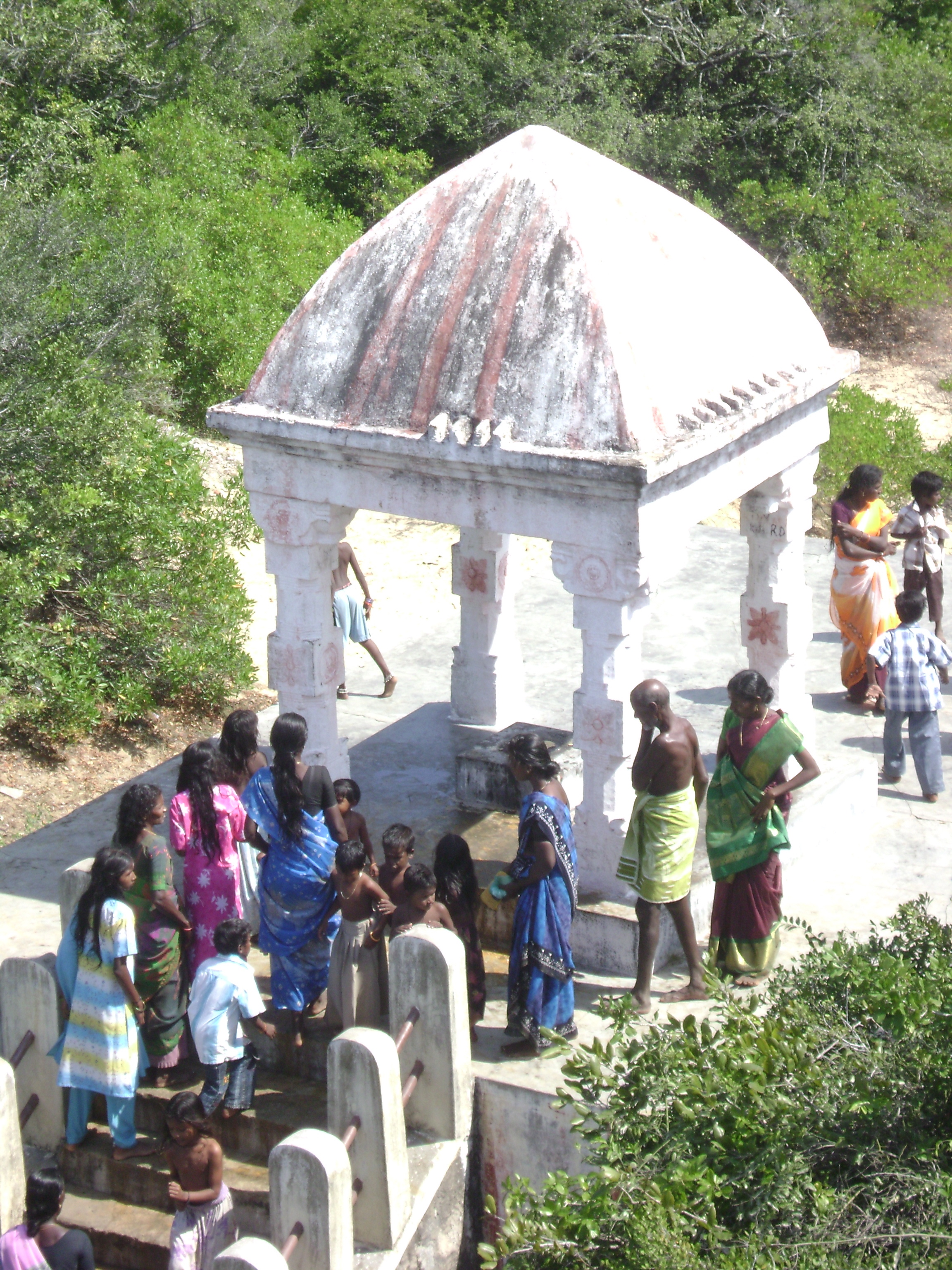
Santuario de Ramar Padam que contiene las huellas de Rama en piedra

- Ramar Padam (literalmente: Huella de Rama) ubicado en el punto más alto del santuario, es un pequeño templo que contiene las huellas de piedra del dios Rama. Un gran número de devotos de este dios se reúnen aquí durante la segunda semana de abril para celebrar el Festival Ram Navami.
- El Templo Kuzhagar o templo de Kodi Kuzhagar (கோடிக் குழகர் கோயில்)[13] (también llamado Templo Amrithakadeswarar) es un templo hindú dedicado a Shiva, ubicado en la ciudad de Kodikkarai en Tamil Nadu, India. Kuzhagar es venerado en la obra canónica Tamil Saiva del siglo VII, el Tevaram, escrito por santos poetas tamiles conocidos como los nayanars y clasificado como Paadal Petra Sthalam. Originalmente se cree que el templo de Kuzhagar fue construido por los Cholas y tiene varias inscripciones que datan del período Chola.
- Navakodi Sitthar Aalayam es un templo al sur del pueblo de Kodiakkarai. La historia de este templo es la ceremonia de boda del Señor Shiva y Parvathy Ammaal, a la que asistieron muchos Sitthars en este lugar. El emperador Chola y Mannar Sarafoji visitaron este templo. Una pequeña aldea llamada "Kanakkar Madam" cerca de este santuario fue demolida hace unos 80 años y las personas que vivían allí se trasladaron a la aldea de Kodiakkarai y todavía se les llama familia de Kanakkarmadathiaar. Una gran congregación de devotos de todo el estado de Tamil Nadu viene en el día especial de Amaavasai/Pournami para celebrar un festival especial cada año.
- Sanyasin Muniaswar Kovil es un santuario entre la orilla oriental del lago Muniappan y Kodaikarai Road, visitado por devotos en todas las ocasiones auspiciosas. El 20 de marzo se celebra aquí una puja especial.
- Mattumunian Kovil es un pequeño templo en el sur del santuario donde la gente adora y ofrece oraciones durante todo el año. Un gran festival tiene lugar aquí el tercer viernes de septiembre.
- Modi Mandapam es un santuario ubicado cerca de Ramar Padam donde adoran personas de todas las castas. La leyenda hindú dice que Lord Vedaraneswarer pasa una noche aquí con su consorte entre enero y febrero. En la primera semana de marzo se celebra aquí un gran festival.
- Avulaiganni Dargah es la tumba de un santo musulmán ubicada cerca de la carretera de Ramar Padam. El aniversario de su muerte se observa aquí a fines de noviembre.
- Shevrayan Kovil es un santuario de las deidades Shevrayan y Soni ubicado en lo profundo de los bosques de la parte norte del santuario. Un pequeño pueblo cerca de este santuario fue reubicado fuera del santuario después de la creación de la Reserva Forestal de Kodaikarai. Una gran congregación de devotos de Arcothurai celebra aquí un festival especial en junio/julio.

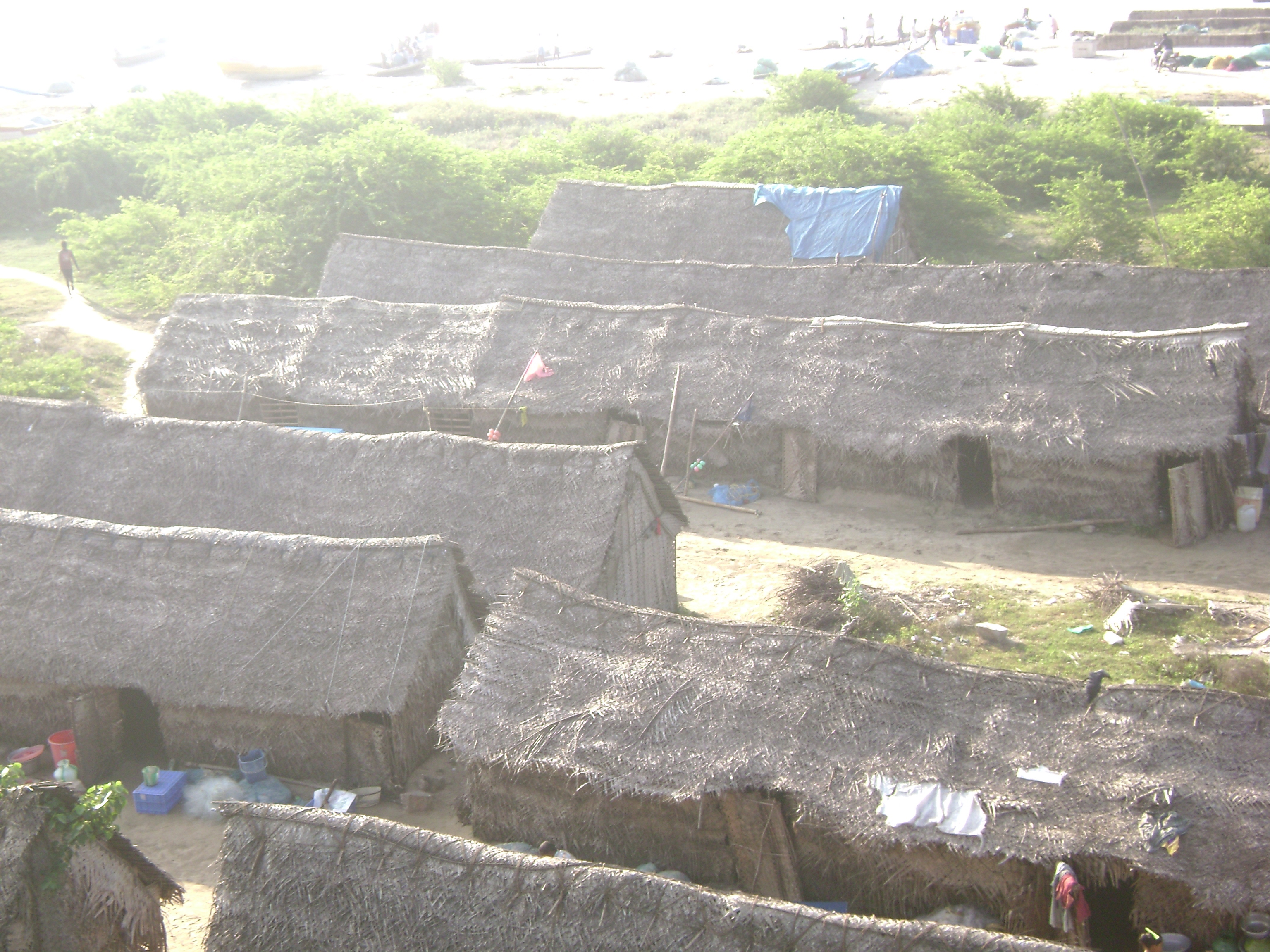
colonia adivasi

- La colonia Adivasi es una comunidad atrasada de ambalakars o ambalavasi (una casta hindú en Kerala que rinde servicio en los templos) que vive en chozas destartaladas de barro, cocoteros y hojas de palmera en las afueras de la aldea de Kodaikarai. Su sustento tradicional era la recolección de productos forestales no maderables en las áreas que ahora son el santuario. Estas prácticas ahora están prohibidas pero no eliminadas por completo. Muchas de estas personas capturan peces y camarones pequeños en las marismas y pantanos cercanos simplemente tanteando el agua con las manos. Algunos trabajan como jornaleros en las salinas cercanas. Tienen poca interacción con otras comunidades de la isla.

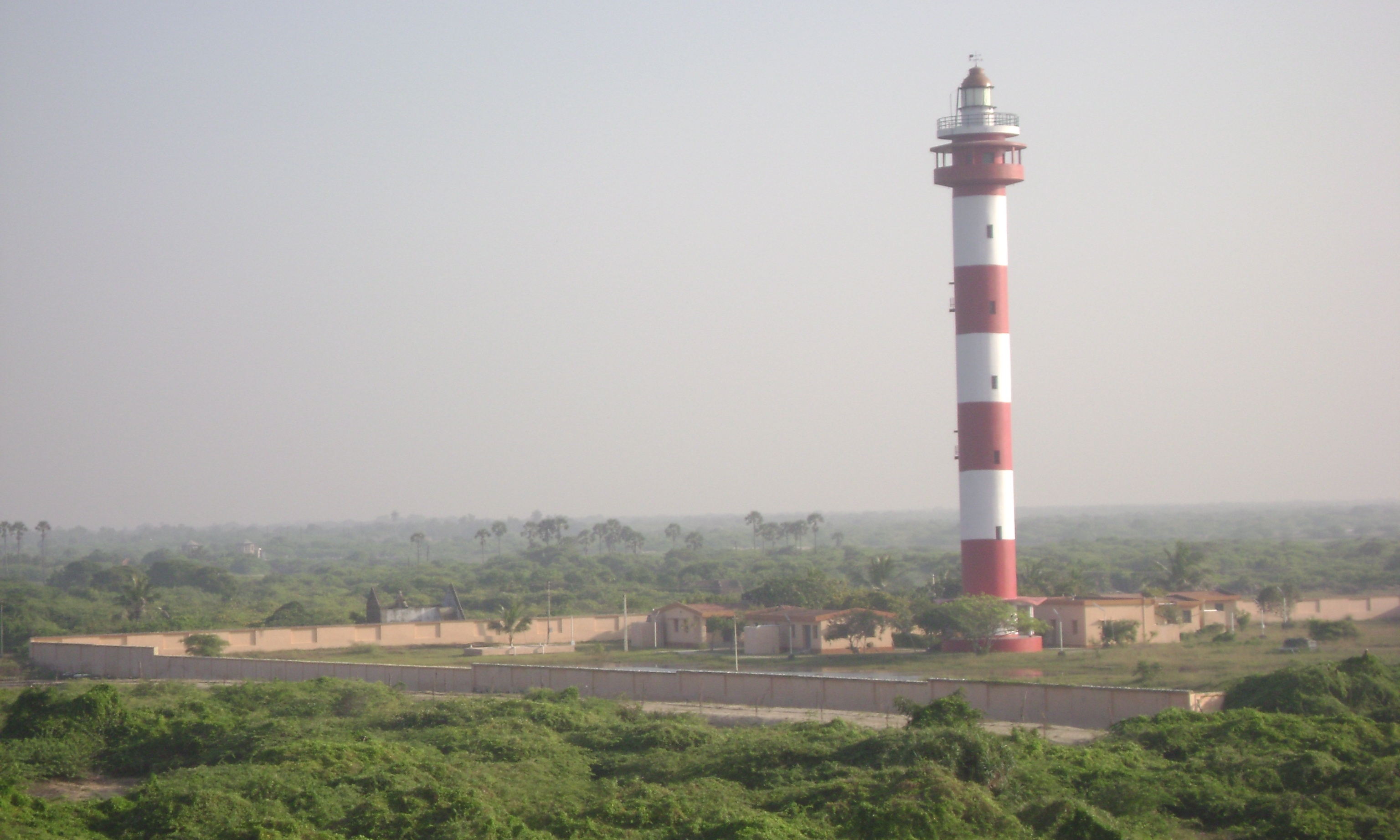
Faro de Kodaikarai cerca de la playa de Kodaikorai

- Faro de Chola: son los restos de un faro de ladrillo y mortero cerca de Point Calimere que se dice que fue construido por los Cholas hace más de mil años. Esta estructura resultó gravemente dañada por el tsunami del Océano Índico de 2004, pero todavía se puede ver en la zona intermareal cerca del faro británico

- British Lighthouse o Faro inglés: es un faro de 13 m de alto operativo construido por los británicos en Punta Calemere en 1890 que se puede ver 13 millas náuticas (24,1 km) en el mar.

- El faro de Kodaikarai es un faro de 45 metros (49,2 yd) de alto que ayuda a la navegación ubicada cerca de la playa de Kodaikorai y no es accesible al público. Esto domina el santuario y puede ser visto por marineros en alta mar.

## Geografía

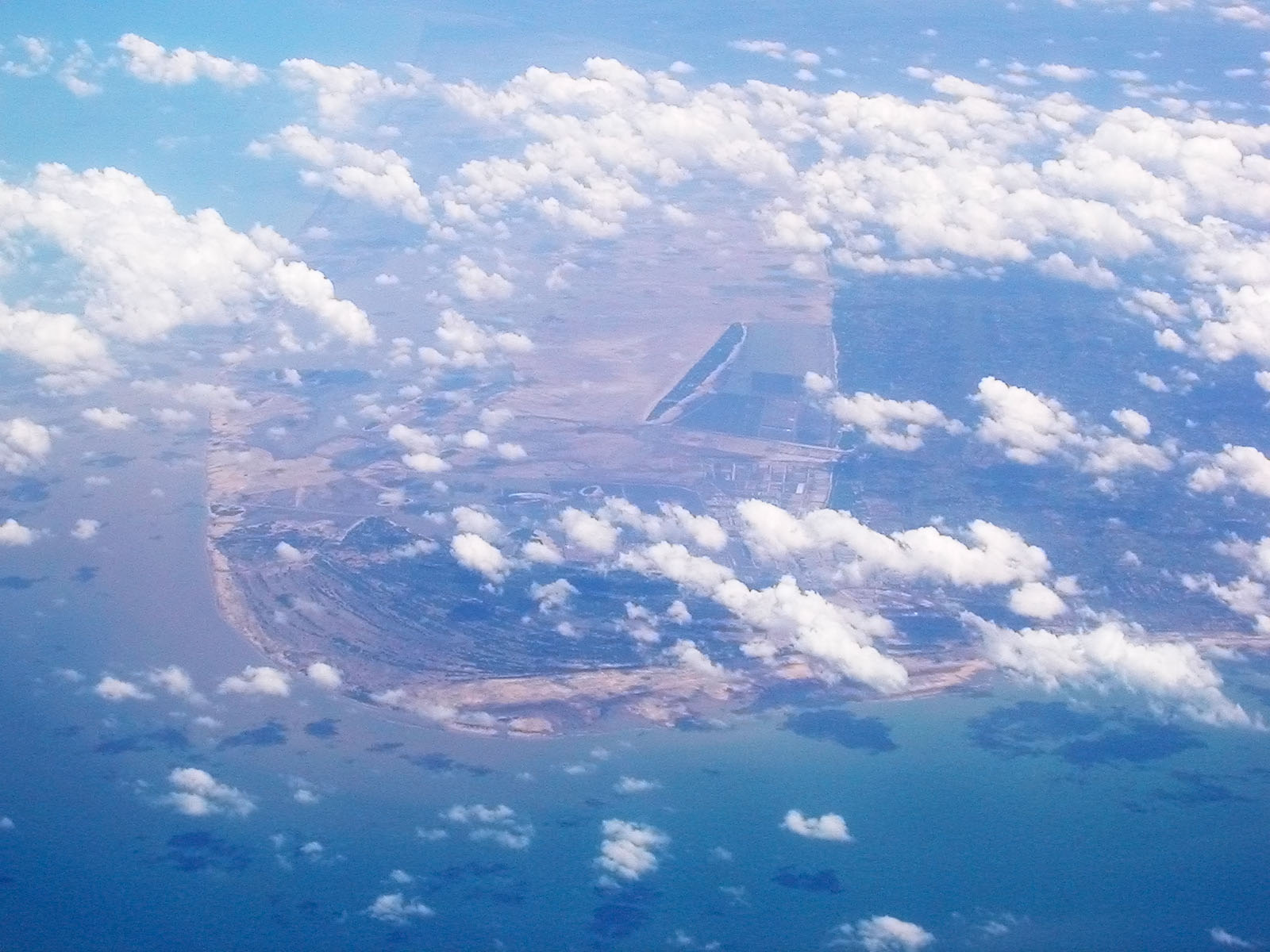
Vista aérea de Punta Calimere

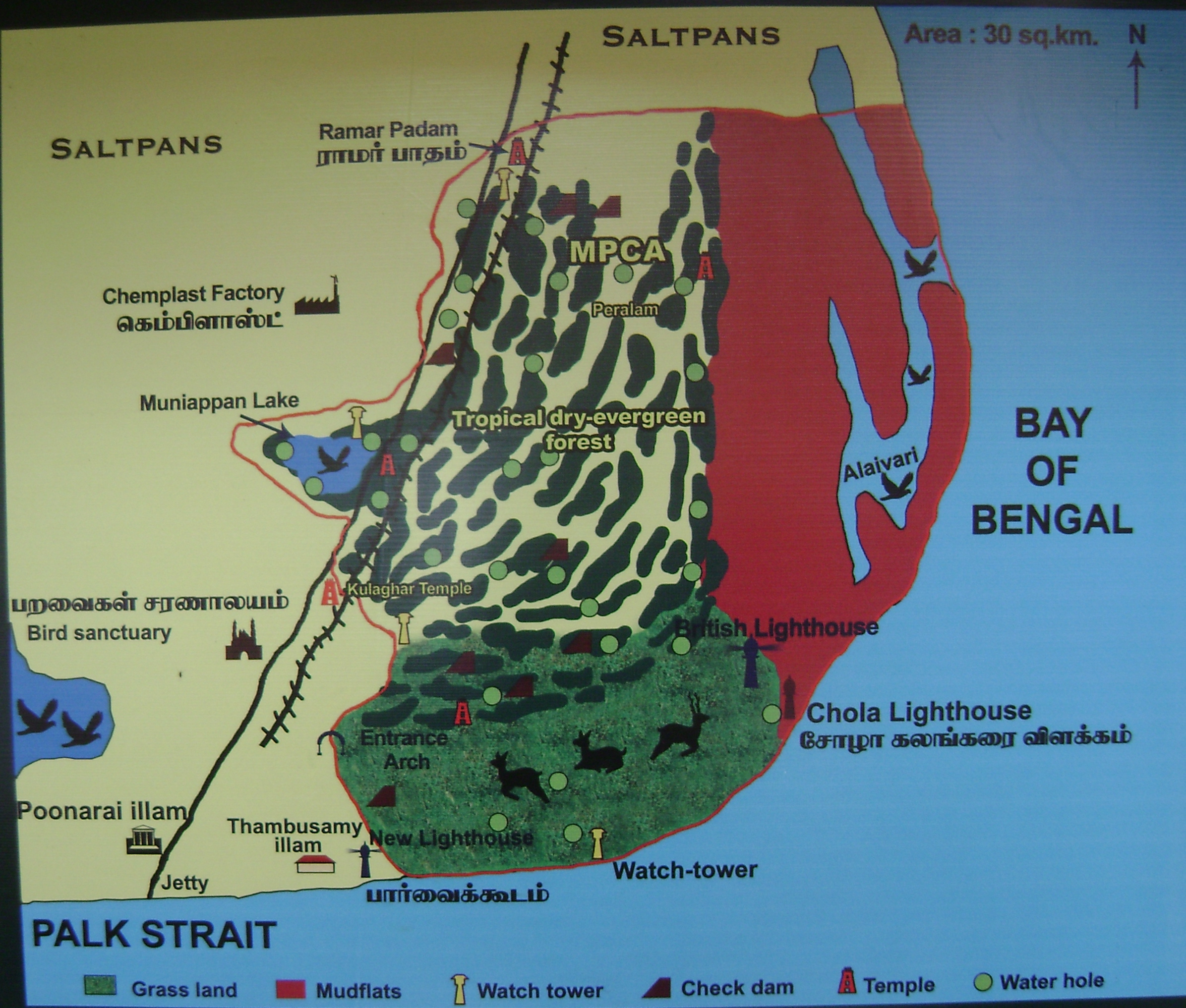
Mapa del santuario

El santuario, ubicado junto a y al este de las aldeas de Kodaikarai y Kodaikadu, es básicamente una isla rodeada por la Bahía de Bengala al este, el estrecho de Palk  al sur y remansos pantanosos y salinas al oeste y al norte. Las coordenadas están entre 10.276 y 10.826 N y 79.399 a 79.884 E. Las dunas de arena bajas están ubicadas a lo largo de la costa y a lo largo de la periferia occidental con llanuras costeras, marismas de marea y lagunas estacionales poco profundas en el centro. Las dunas de arena en el este están estabilizadas en su mayoría por Prosopis y las dunas más altas en el oeste están estabilizadas por densos bosques tropicales secos de hoja perenne. La duna más alta del santuario y el punto más alto de la tierra en el distrito de Nagapattinam es de 7 m en la esquina noroeste del santuario en Ramar Padam.
Este santuario forma la parte más oriental y con mayor diversidad biológica del sitio Ramsar núm. 1210 que, el 19 de agosto de 2002, fue declarado lugar de importancia internacional para la conservación de las aves acuáticas y sus humedales. El sitio Ramsar ocupa 385 km2 e integra el santuario, el humedal de Panchanadikulam, el pantano salado, el bosque protegdo de Thalainayar y los manglares de Muthupet. Todo forma parte del Gran Pantano de Vedaranyam, excepto el bosque reservado.

## Fauna
Este santuario es un área de alta biodiversidad, con muchas especies únicas de animales y aves. Ver fotos
Animales terrestres

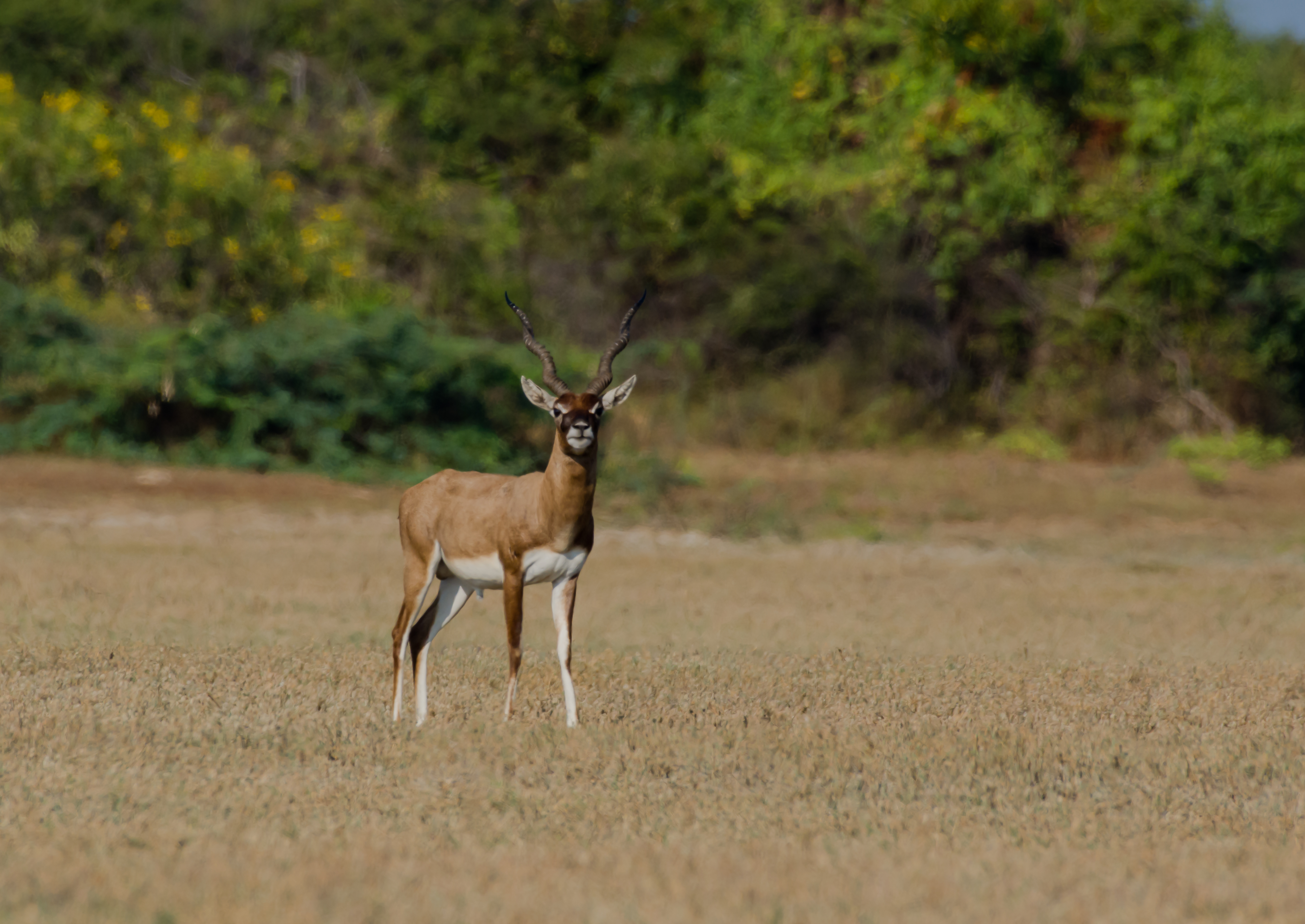
Antílope indio o blackbuck en el santuario de Punta Calimere.

En el santuario hay 14 especies de mamíferos, 18 especies de reptiles y 9 especie de anfibios.

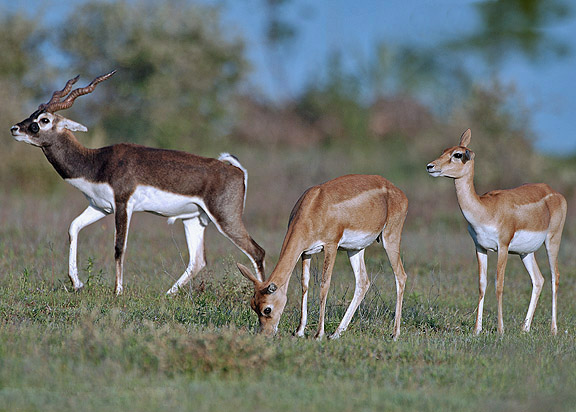
El antílope indio, sasín o cervicabra es la especie insignia del santuario.

La especie emblemática del santuario es el antílope indio o sasín, en riesgo ligero de amenaza, una de las cuatro especies de antílopes de la India (las otras tres son la gacela de la India o chinkara, el antílope de cuatro cuernos o chausingha y el nilgó o toro azul), el más numeroso en el santuario. La estimación de la población del antílope indio en Punta Calimere se duplicó con creces en treinta años, de 750 a 800 en 1967 a 1908 en 1998/99. Esta población aislada de antílope probablemente sobrevivió sin ser molestada a lo largo de los siglos debido a la creencia ahora en declive de los lugareños de que comer su carne causaba lepra. Los depredadores del antílope en Point Calimere son los chacales y, a veces, los perros de las aldeas. La competencia por la comida es del ganado doméstico y salvaje.
Otros animales notables incluyen: axis, chacal, macaco coronado, jabalí, varano, murciélago de la fruta, civeta enana, tortuga estrellada de la India, meloncillo gris, liebre india, gato de la jungla y caballo cimarrón.
Animales marinos
El delfín mular se ve con frecuencia a lo largo de la orilla del santuario en las horas de la mañana y la tarde durante el invierno. Las playas costeras del santuario son un sitio habitual de anidación de la tortuga olivácea, en peligro de extinción. En 2002, un par de rorcuales de Bryde fueron encontrados en tierra cerca del santuario. Una ballena de 10 toneladas y 35 pies fue remolcada con éxito de regreso al mar.

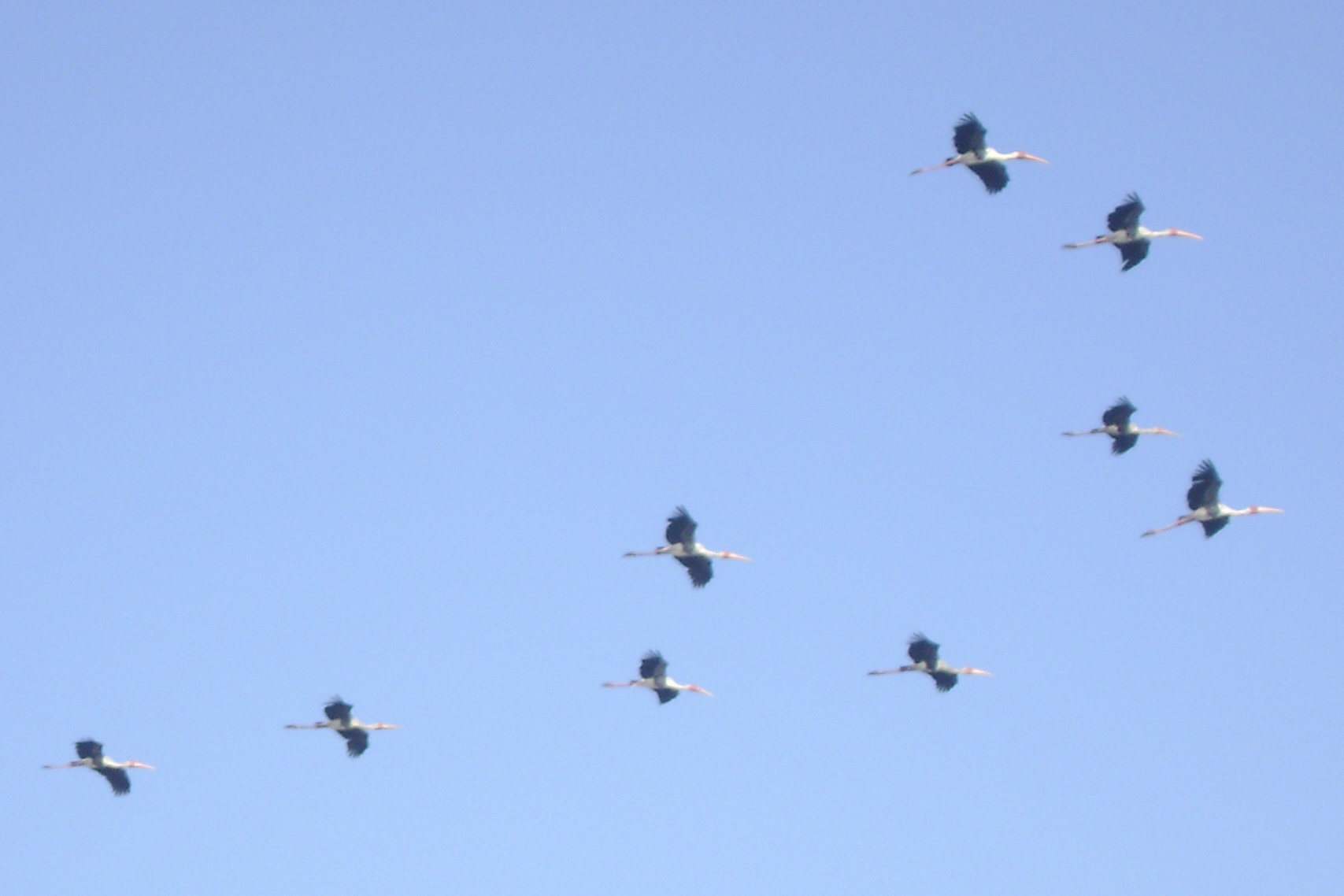
Vuelo de cigüeña pintada en PCWBS

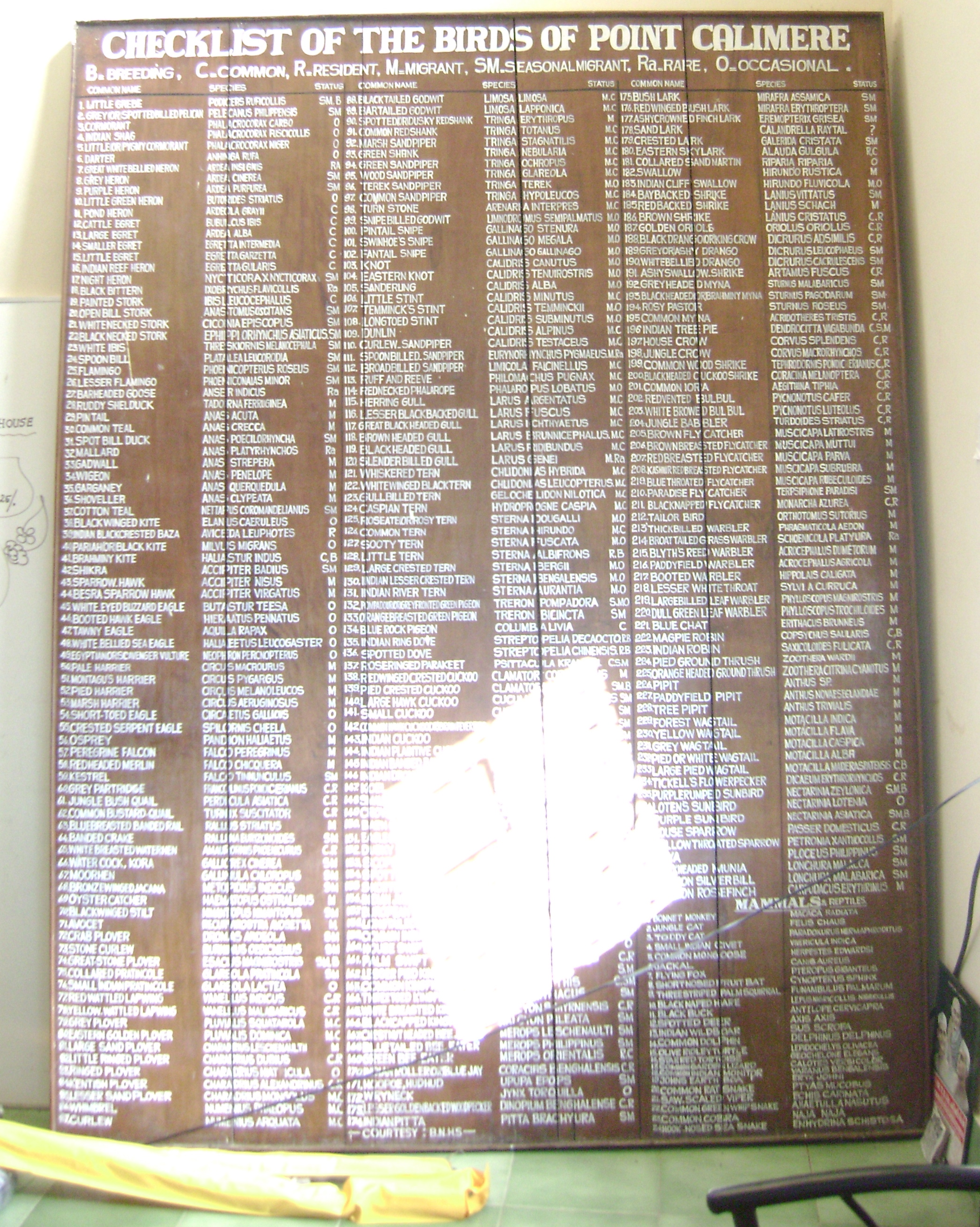
Lista de aves en PCWBS

Esto era el primer rescate exitoso  de una ballena varada en Asia.
Aves acuáticas
Este sitio ha registrado la segunda congregación más grande de aves acuáticas migratorias en la India, con una población máxima de más de 100 000, que representan 103 especies. Los investigadores de la Sociedad de Historia Natural de Bombay han capturado, estudiado, anillado y liberado más de 200 000 aves durante el curso de varios estudios ornitológicos  en los últimos años.
En octubre, estas aves acuáticas llegan desde Rann de Kutch, el este de Siberia, el norte de Rusia, Asia central y partes de Europa para su temporada de alimentación y comienzan a regresar a esos lugares de reproducción en enero. Estas aves acuáticas incluyen especies amenazadas como el pelícano oriental, el archibebe moteado, el correlimos cuchareta y el jabirú asiático. Las especies casi amenazadas incluyen el ibis cabecinegro, la agujeta, el flamenco enano, la espátula, los aníngidos y el tántalo indio.
Aves terrestres

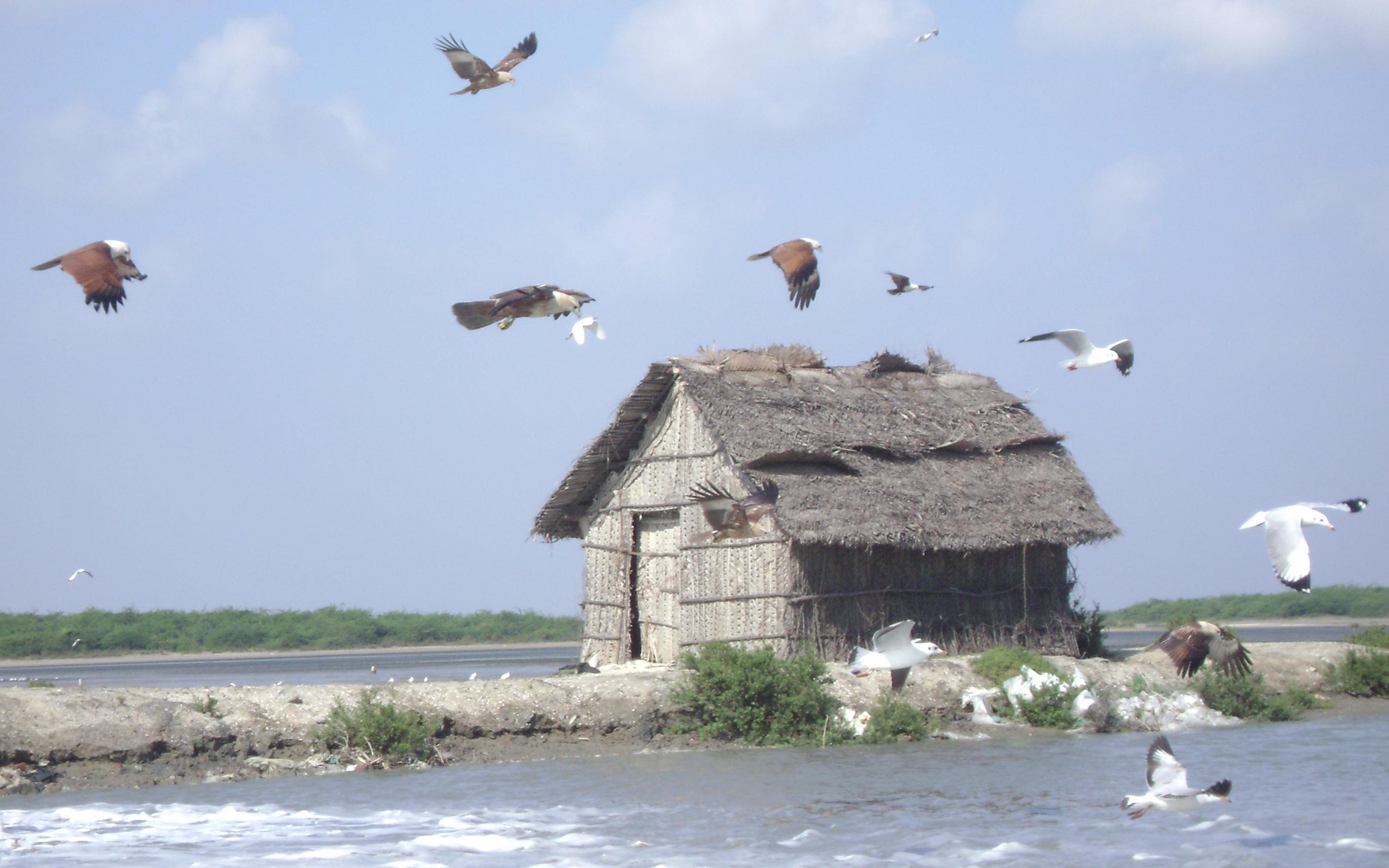
Milanos brahmanes y gaviotas picofinas en PCWBS

Más 15 km2 del mejor bosque siempre verde seco tropical de la India están en el santuario. Albergan una gran variedad de aves terrestres residentes y migratorias. Las más comunes de las 35 especies residentes son el bulbul cejiblanco, el milano brahmán, el malcoha sombrío, el cucal chino, la cotorra de Kramer, la perdiz pardilla, el abejaruco collazul y la iora común.
La tórtola moteada y común son comunes en los manglares.

## Flora

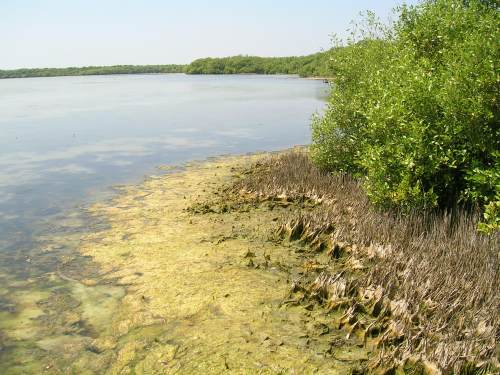
Bosque de manglares en Muthupet

Este sitio es una mezcla de marismas, manglares, pantanos, praderas y bosques tropicales secos de hoja perenne. En el santuario se han identificado 364 especies de plantas con flores, de las cuales el 50% son hierbas y el resto trepadoras, arbustos y árboles. Alrededor de 198 de estos tienen propiedades medicinales. Manilkara hexandra, llamado localmente Palai es la especie dominante de hoja perenne seca y una importante fuente de alimento para las aves que comen frutas. El dosel medio está dominado por el invasor Prosopis juliflora y la maleza más abundante es Memecylon umbellatum.

## Amenazas

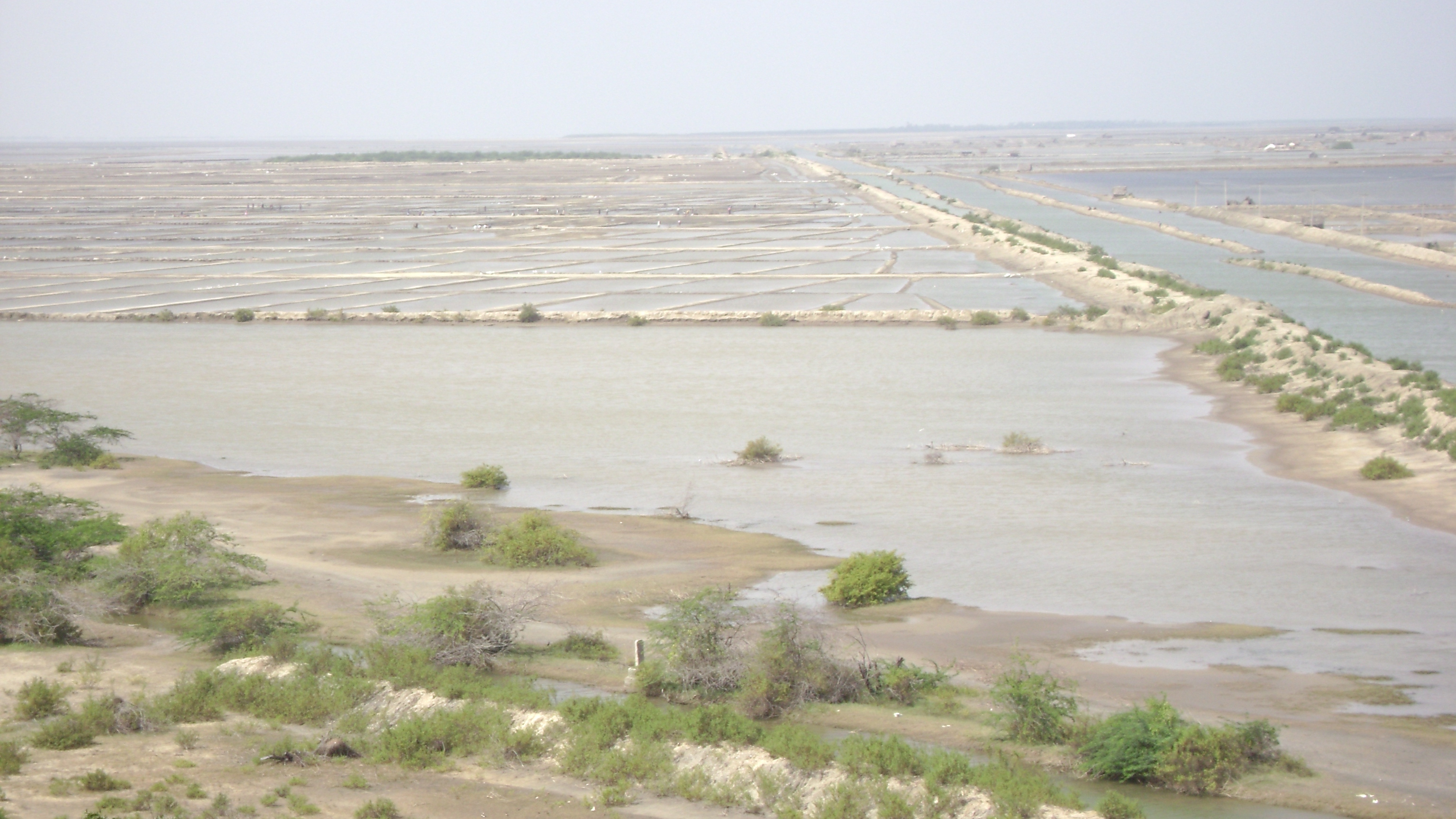
Salinas al oeste del santuario

Las principales amenazas a la biodiversidad natural y el equilibrio ecológico del santuario son: la pérdida de hábitat para las aves acuáticas, la salinización del suelo y el agua por las salinas adyacentes, la propagación de la invasora Prosopis juliflora, el pastoreo del ganado y la escasez de agua dulce. El personal del Santuario lleva a cabo programas para aliviar todos estos problemas.

## Información de visitante

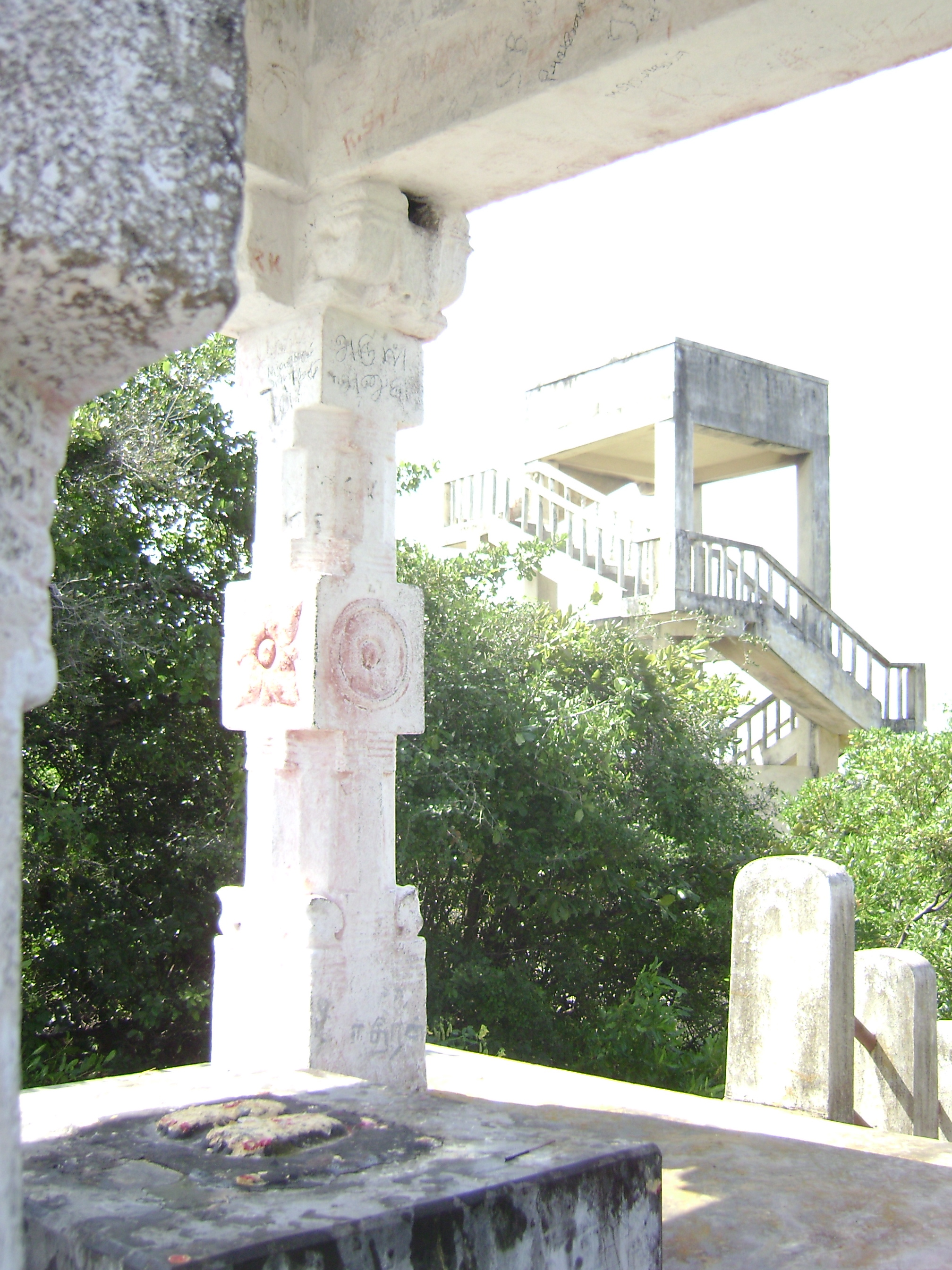
Torre en Ramar Padam

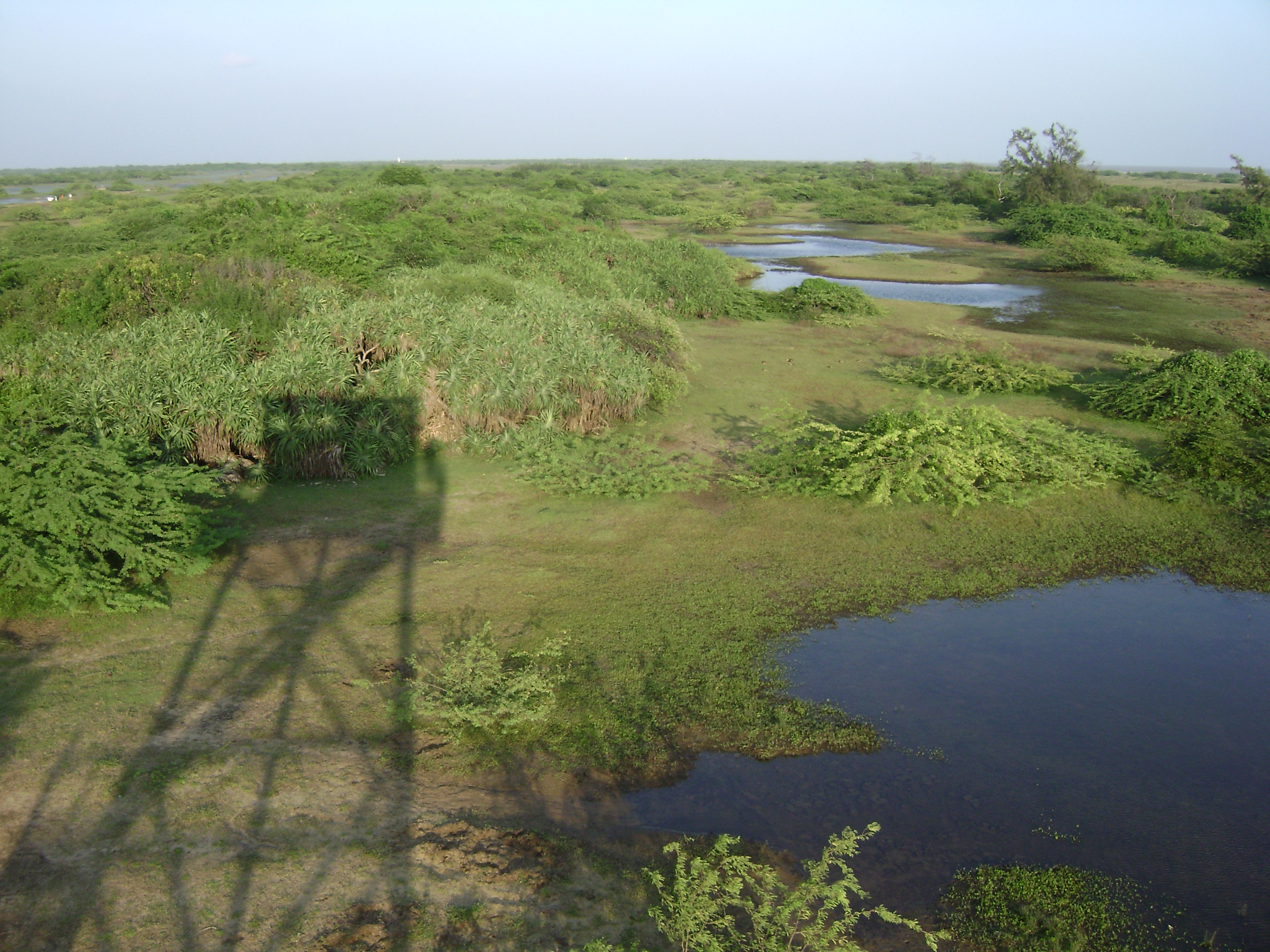
Torre en el centro del santuario

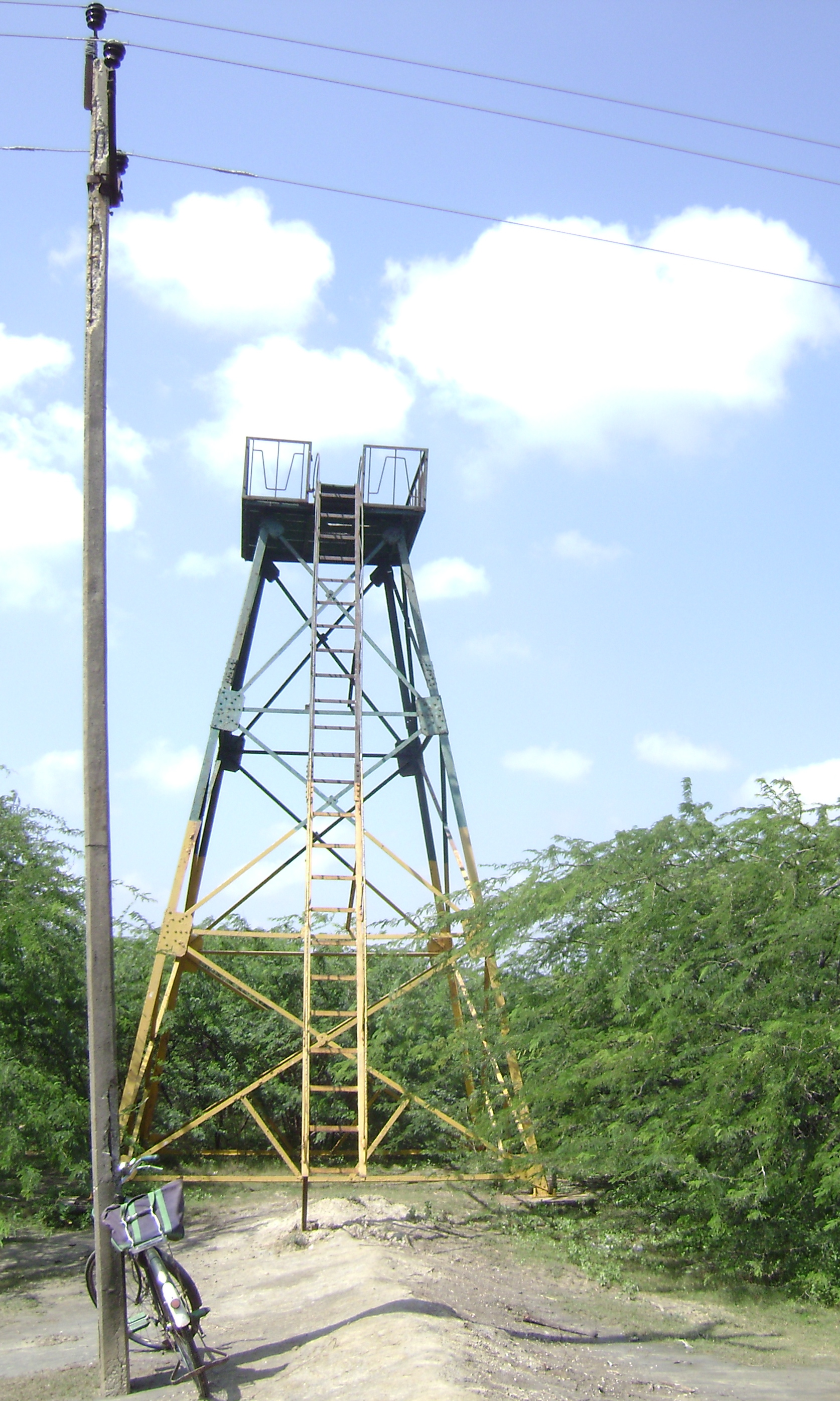
Torre cerca del lago Muniappan

El santuario está abierto todo el año de 6 a. m. a 5 p. m.. El mejor clima en el santuario es durante noviembre y diciembre, cuando el monzón del noreste refresca el área y las praderas son más exuberantes. El mejor momento para la observación de aves es de octubre a enero y el mejor momento para la observación de animales es de marzo a agosto.
La entrada al santuario y retén policial se encuentra a 5 km al sur de Vedaranyam, 55 km al sur de Nagapattinam y 380 km al sur de Chennai. Un camino pavimentado de 6 km conduce desde el puesto de control a los pueblos de Kodaikadu y Kodaikarai. Los vehículos están prohibidos en el núcleo del santuario. Los guías del Departamento Forestal están disponibles, previa solicitud al Guardián de Vida Silvestre, para acompañar a los visitantes a la observación de aves y vida silvestre en el centro del santuario.
Hay varias torres de vigilancia accesibles al público que brindan vistas panorámicas del santuario. Están ubicados en:
- Ramar Padam, un popular destino de peregrinación. La torre de vigilancia aquí está cerca de la carretera en la esquina noroeste del santuario justo dentro de la entrada de Ramam Padam.
- en el centro del santuario al que se puede llegar con la ayuda de un guía.
- en el extremo este del santuario al que se puede llegar con la ayuda de un guía.
- en el área de observación de aves hay una torre de acero desvencijada a unos 5 km al oeste de la carretera cerca del lago Muniappan.
- en el puesto de policías en la playa de Kodaikarai al final de la carretera cerca de la esquina suroeste del santuario hay una torre de vigilancia alta dañada que requiere una escolta policial para subir. No está en el santuario, pero ofrece una buena vista del mismo.